# Autosztereogram

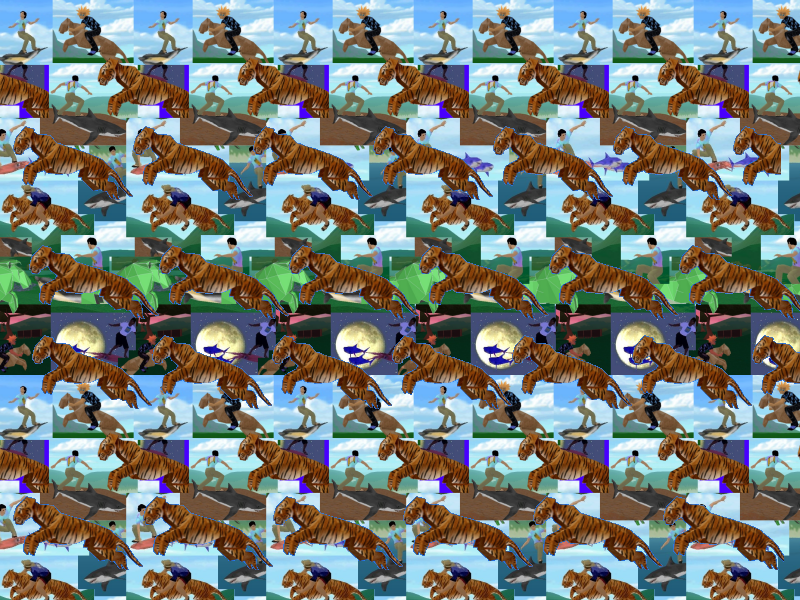

Az autosztereogram, mint ahogy általánosan a sztereogramok a vizuális illúziók közé tartoznak. Ezek olyan sztereogramok (mélységillúziót keltő képek), amelyeknél az agy egy adott kétdimenziós, számítógép által kreált képet nézve egy 3D képet képes érzékelni a mélységészlelés egyfajta becsapásának segítségével.

## Leírása
Az autosztereogramok attól különböznek a többi sztereogramtól, hogy ezek mindössze egy képből állnak, és sztereoszkóp nélkül, szabad szemmel kell nézni őket, így ezek inkább a binokuláris diszparitást használják ki, azt, ahogy a két szemünkből kapott különböző vizuális információkat egy képpé alkotjuk. Gyakran csak az autosztereogramokat említik sztereogramként, noha a sztereogramoknak több fajtája is létezik.
Bár az autosztereogramoknál semmilyen optikai eszközre nincs szükség, de a 3D kép észleléséhez speciális nézési technikák szükséges, melyekben a vergenciát és a fókuszálást kell megfelelően használnunk.
Az autosztereogramok általában vízszintes síkban ismétlődő mintázatokból állnak, melyek különféle módszerekkel, számítógép segítségével vannak elhelyezve. Újabban készítenek már animált autosztereogramokat is, melyeknél több, 3D-s képét tekintve apró eltérésekkel rendelkező autosztereogramokat vetítenek egymás után, amely így a kép mozgásának illúzióját adja. Az autosztereogramok nagyrészt MagicEye-nak és az ő képeiknek köszönhetően terjedtek el, sokan csak Magic Eye képként ismerik őket.

## Története

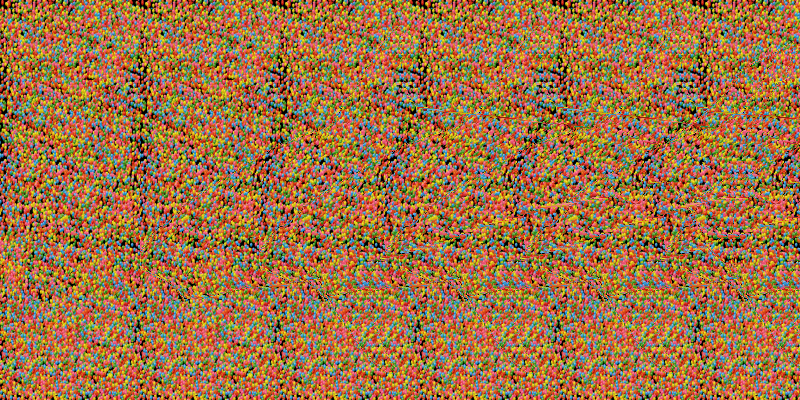

1838-ban Charles Wheatstone egy új elmélettel jött elő a binokuláris mélységészlelésről. Ezt bizonyítandó alkotta meg a sztereogramot, melyet tükrökkel kialakított sztereoszkópon keresztül lehetett látni, így a két szemet tulajdonképpen „elzárta” egymástól.
1849- ben David Brewster, aki újraalkotta Wheatstone sztereoszkópját lencsékkel, majd rájött, hogy ha megfelelően nézünk egy ismétlődő mintákból álló képet, akkor az egyes elemek „kiemelkednek” (tapéta-hatás).
1959-ben Julesz Béla pszichológus és MacArthur Fellow kifejlesztették a random-pont sztereogramot. Julesz Béla számítógép segítségével random pontokból álló képpárokat szerkesztett, melyek sztereoszkóp alatt egy 3D kép illúzióját keltették. Ez bebizonyította, hogy az akkoriban általános nézet, melyben a mélységészlelést a szemnek tulajdonították, helytelen, és a mélység észlelése egy összetett neurológiai folyamat.
1979-ben végül Christopher Tyler, Julesz egyik tanítványa alkotta meg a valódi autosztereogramot, összekombinálva a tapéta hatást Julesz random pontos módszerével.

## Működése

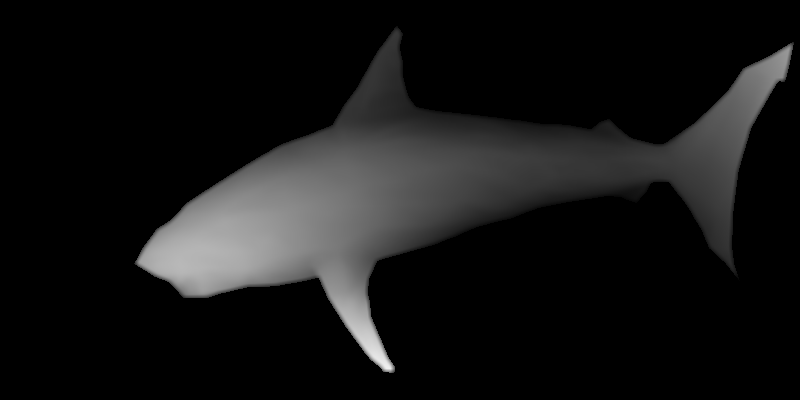

A tapéta alapú, azaz adott mintázatot szabályos közönként ismétlő autosztereogramok azt használják ki, hogy megfelelően nézve őket, hasonló, ámde mégsem teljesen egyforma kép vetül egy adott objektumról a bal illetve a jobb retinánkra. Amikor az agyunk ezt a két képet megpróbálja összeegyeztetni, elhelyezi az egyes pontokat egy bizonyos mélységben, ilyenformán némi változtatással és ügyes elhelyezéssel „becsapható”.
A mélységtérkép segítségével készült képeken az egyes objektumok egymástól változó, általában csökkenő távolságra vannak elhelyezve, ezáltal alkotva meg a mélységillúziót. A mélységtérképek tulajdonképpen fekete-fehér képek, amelyeken a fekete háttéren világosabb színnel van jelezve az a terület, amelyet kidomborodni látunk. 
A random pont autosztereogramokat is mélység-térképek segítségével hozzák létre számítógépek, mégpedig úgy, hogy az ismétlődés távolságát a mélységtérkép színével egyeztetik. Manapság ezeknek a finomra hangolt műszereknek a segítségével akár komplex ábrákat is készíthetünk.

## Hogyan nézzünk autosztereogramot?
Az autosztereogramoknál két fő nézési technikát különbözetünk meg. Az egyik a két szem konvergenciájára, míg másik a divergenciájára épít. Ez utóbbi sokkal gyakoribb.
Az autosztereogramok előugró 3D képeit úgy láthatjuk meg ennek segítségével egyszerűen, hogy a képet a szemünkhöz közel emeljük, mivel így nem tudunk a kép adott pontjaira fókuszálni, és a szemeinket lehetőleg ebben az állapotban tartva lassan távolítjuk a képet. Másik módszer, hogy megpróbálunk a kép mögé nézni.
A legegyszerűbb, ha keresünk a képen két egyforma részt (mivel a háttér mindig ismétlődő "csempékből" áll), és ezeket megpróbáljuk a szemünkkel "egybeolvasztani". Amikor az ismétlődő részek pontosan egymás fölé kerülnek, várjunk egy kicsit, amíg éles lesz a kép, és próbáljuk kivenni a háromdimenziós alakzatot.

## További információk

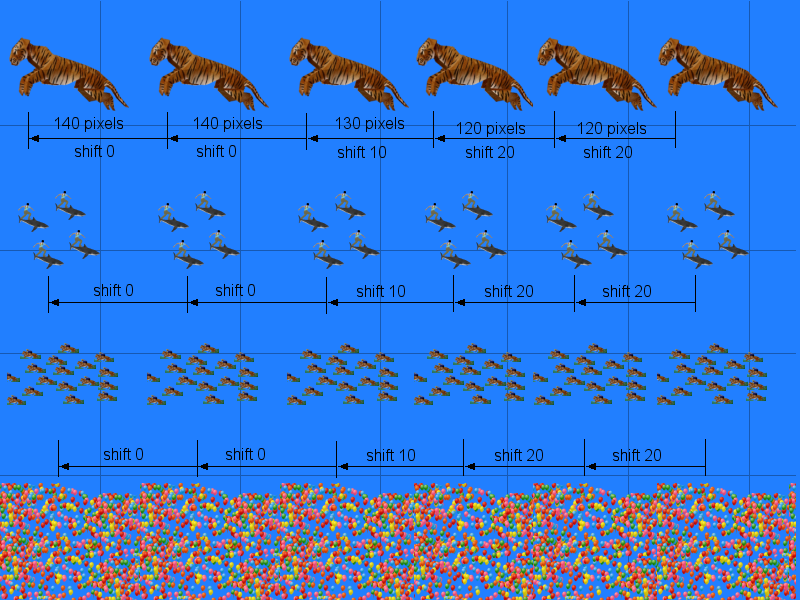